# Paul Pesthy
Paul Pesthy (n. 25 martie 1938, Budapesta, Regatul Ungariei – d. 28 octombrie 2008, San Antonio, Texas, SUA) a fost un pentatlonist ce a reprezentat Statele Unite ale Americii, medaliat olimpic. A participat la 3 ediții ale Jocurilor Olimpice (1964, 1968, 1976) în care a câștigat o medalie de argint.